# 33850 Mohammadsaki
33850 Mohammadsaki è un asteroide della fascia principale. Scoperto nel 2000, presenta un'orbita caratterizzata da un semiasse maggiore pari a 2,352362 UA e da un'eccentricità di 0,243351, inclinata di 13,728201° rispetto all'eclittica. Ha un diametro di 2,404 km.